# Phoenix New Times
Phoenix New Times è una società di media digitali e di stampa gratuita con sede a Phoenix, Arizona, che pubblica una copertura online quotidiana di notizie locali, su ristoranti, musica e arte, nonché giornalismo narrativo. Ogni giovedì circola un numero di stampa settimanale. 
L'azienda è di proprietà di Voice Media Group dal gennaio 2013, quando un gruppo di dirigenti ha rilevato i proprietari fondatori. David Hudnall è stato nominato redattore capo nel gennaio 2020.